# Виньковцы
Ви́ньковцы (укр. Віньківці) — посёлок в Хмельницком районе Хмельницкой области Украины, центр Виньковецкой поселковой общины.

## История
Основан в 1493 году.
С марта 1923 года по июль 2020 года Виньковцы были районным центром. 
В ходе Великой Отечественной войны 11 июля 1941 года Виньковцы были оккупированы наступавшими немецкими войсками, 27 марта 1944 года — освобождены советскими войсками.
Статус посёлка городского типа с 1957 года. В 1969 году здесь действовали маслосыродельный завод, консервный завод и кирпичный завод.
В мае 1995 года Кабинет министров Украины утвердил решение о приватизации находившихся здесь консервного завода, сыродельного завода, межхозяйственного комбикормового завода и райсельхозтехники.
В октябре 2004 года управление жилищно-коммунального хозяйства райцентра было признано банкротом и началась процедура его ликвидации.

## Население
В январе 1989 года численность населения составляла 7026 человек.
По состоянию на 1 января 2013 года население составляло 6429 человек.
Население составляет 5,9 тысяч человек. 

### Языковой состав
Родной язык населения по данным переписи 2001 года:
| Язык       | Численность, чел. | Доля     |
| ---------- | ----------------- | -------- |
| Украинский | 6 837             | 98,56 %  |
| Русский    | 76                | 1,09 %   |
| Другие     | 24                | 0,35 %   |
| Итого      | 6 937             | 100,00 % |

## Транспорт
Посёлок расположен в 45 км от железнодорожной станции Дунаевцы на линии Ярмолинцы—Ларга.

## Достопримечательности
- Свято-Воскресенский храм, сайт «Православна Віньковеччина» https://web.archive.org/web/20140714231936/http://vinkivci.org/
- Свято-Димитриевский храм
- Католический храм святого Антония